# Élections générales britanniques de 2015 dans les Cornouailles
Des élections générales britanniques ont lieu le 7 mai 2015 pour élire la 56e législature du Parlement du Royaume-Uni. La Cornouailles élit 6 des 650 députés.

## Sondages

### Camborne & Redruth
| Date             | Institut                       | Con.   | Trav.  | LibDem | UKIP   | Green | MK    | OMRLP | Autres | Avance |
| ---------------- | ------------------------------ | ------ | ------ | ------ | ------ | ----- | ----- | ----- | ------ | ------ |
| Date             | Institut                       |        |        |        |        |       |       |       |        | Avance |
| 7 mai 2015       | Résultats en 2015              | 40,2 % | 25,0 % | 12,4 % | 14,8 % | 5,7 % | 2,0 % | -     | -      | 15,2 % |
| 24-26 mars 2015  | Ashcroft                       | 37 %   | 24 %   | 13 %   | 14 %   | 8 %   | -     | -     | 3 %    | 13 %   |
| 25 novembre 2014 | Survation/University of Exeter | 30,0 % | 22,4 % | 6,3 %  | 33,0 % | 6,9 % | 0,9 % | 0,4 % | 0,1 %  | 3,0 %  |
| 6 mai 2010       | Résultats en 2010              | 37,6 % | 16,3 % | 37,4 % | 5,1 %  | 1,4 % | 1,8 % | -     | 0,4 %  | 0,2 %  |

### Cornwall North
| Date                   | Institut          | Con.   | Trav. | LibDem | UKIP   | Green | Autres | Avance  |
| ---------------------- | ----------------- | ------ | ----- | ------ | ------ | ----- | ------ | ------- |
| Date                   | Institut          |        |       |        |        |       |        | Avance  |
| 7 mai 2015             | Résultats en 2015 | 45,0 % | 5,4 % | 31,2 % | 12,7 % | 4,3 % | 1,4 %  | 13,8 %  |
| 24-29 avril 2015       | Ashcroft          | 36 %   | 5 %   | 38 %   | 14 %   | 5 %   | 3 %    | 2 %     |
| 12-20 mars 2015        | Ashcroft          | 36 %   | 6 %   | 38 %   | 13 %   | 6 %   | 1 %    | 2 %     |
| 15-20 août 2014        | Ashcroft          | 33 %   | 10 %  | 33 %   | 20 %   | 3 %   | 1 %    | égalité |
| 26 mai - 1er juin 2014 | Ashcroft          | 31 %   | 8 %   | 31 %   | 24 %   | 5 %   | 2 %    | égalité |
| 6 mai 2010             | Résultats en 2010 | 41,7 % | 4,2 % | 48,1 % | 4,9 %  | -     | 1,1 %  | 6,4 %   |

### St Austell & Newquay
| Date           | Institut          | Con.   | Trav.  | LibDem | UKIP   | Green | Autres | Avance |
| -------------- | ----------------- | ------ | ------ | ------ | ------ | ----- | ------ | ------ |
| Date           | Institut          |        |        |        |        |       |        | Avance |
| 7 mai 2015     | Résultats en 2015 | 40,2 % | 10,2 % | 24,0 % | 16,9 % | 4,6 % | 4,1 %  | 16,2 % |
| 15 mars 2015   | Ashcroft          | 32 %   | 10 %   | 26 %   | 20 %   | 6 %   | 4 %    | 6 %    |
| 6-16 août 2014 | Ashcroft          | 27 %   | 13 %   | 26 %   | 25 %   | 6 %   | 3 %    | 1 %    |
| 19-25 mai 2014 | Ashcroft          | 32 %   | 10 %   | 24 %   | 25 %   | 4 %   | 5 %    | 7 %    |
| 6 mai 2010     | Résultats en 2010 | 40,0 % | 7,2 %  | 42,7 % | 3,7 %  | -     | 6,4 %  | 2,8 %  |

## Résultats

### Global
| Partis | Partis              | Voix    | Voix  | Voix       | Total des sièges | Total des sièges | Total des sièges |
| Partis | Partis              | Votes   | %     | +/−        | Sièges           | +/−              |                  |
| ------ | ------------------- | ------- | ----- | ---------- | ---------------- | ---------------- | ---------------- |
|        | Parti conservateur  | 127 079 | 43,10 | 2,15       | 6 / 6            | 3                |                  |
|        | Libéraux-démocrates | 66 056  | 22,40 | 19,36      | 0 / 6            | 3                |                  |
|        | UKIP                | 40 785  | 13,83 | 8,93       | 0 / 6            | stagnation       |                  |
|        | Parti travailliste  | 36 235  | 12,29 | 3,65       | 0 / 6            | stagnation       |                  |
|        | Parti vert          | 17 241  | 5,85  | 4,58       | 0 / 6            | stagnation       |                  |
|        | Mebyon Kernow       | 5 675   | 1,92  | stagnation | 0 / 6            | stagnation       |                  |
|        | Autres              | 1 757   | 0,60  |            | 0 / 6            | stagnation       |                  |
| Total  | Total               | 294 828 | 100   | stagnation | 6 / 6            | stagnation       |                  |

### Par circonscription

#### Camborne & Redruth
| Candidats                      | Candidats                      | Partis                         | Voix   | %    | +/−  |
| ------------------------------ | ------------------------------ | ------------------------------ | ------ | ---- | ---- |
|                                | George Eustice                 | Parti conservateur             | 18 452 | 40,2 | 2,6  |
|                                | Michael Foster                 | Parti travailliste             | 11 448 | 25,0 | 8,6  |
|                                | Bob Smith                      | UKIP                           | 6 776  | 14,8 | 9,7  |
|                                | Julia Goldsworthy              | Libéraux-démocrates            | 5 687  | 12,4 | 25,0 |
|                                | Geoff Garbett                  | Parti vert                     | 2 608  | 5,7  | 4,3  |
|                                | Loveday Jenkin                 | Mebyon Kernow                  | 897    | 2,0  | 0,1  |
| Total (Participation : 68,5 %) | Total (Participation : 68,5 %) | Total (Participation : 68,5 %) | 45 868 | 100  |      |

#### Cornwall North
| Candidats                      | Candidats                      | Partis                                        | Voix   | %    | +/−  |
| ------------------------------ | ------------------------------ | --------------------------------------------- | ------ | ---- | ---- |
|                                | Scott Mann                     | Parti conservateur                            | 21 689 | 45,0 | 3,3  |
|                                | Dan Rogerson                   | Libéraux-démocrates                           | 15 068 | 31,2 | 16,8 |
|                                | Julie Lingard                  | UKIP                                          | 6 121  | 12,7 | 7,8  |
|                                | John Whitby                    | Parti travailliste                            | 2 621  | 5,4  | 1,2  |
|                                | Amanda Pennington              | Parti vert                                    | 2 063  | 4,3  |      |
|                                | Jeremy Jefferies               | Mebyon Kernow                                 | 631    | 1,3  | 0,2  |
|                                | John Allman                    | Restaurer la famille pour l'amour des enfants | 52     | 0,1  |      |
| Total (Participation : 71,8 %) | Total (Participation : 71,8 %) | Total (Participation : 71,8 %)                | 48 245 | 100  |      |

#### Cornwall South East
| Candidats                      | Candidats                      | Partis                         | Voix   | %    | +/−  |
| ------------------------------ | ------------------------------ | ------------------------------ | ------ | ---- | ---- |
|                                | Sheryll Murray                 | Parti conservateur             | 25 516 | 50,5 | 5,4  |
|                                | Phil Hutty                     | Libéraux-démocrates            | 8 521  | 16,9 | 21,8 |
|                                | Bradley Monk                   | UKIP                           | 7 698  | 15,2 | 9,0  |
|                                | Declan Lloyd                   | Parti travailliste             | 4 692  | 9,3  | 2,2  |
|                                | Martin Corney                  | Parti vert                     | 2 718  | 5,4  | 3,7  |
|                                | Andrew Long                    | Mebyon Kernow                  | 1 003  | 2,0  | 0,7  |
|                                | George Trubody                 | Indépendant                    | 350    | 0,7  |      |
| Total (Participation : 71,1 %) | Total (Participation : 71,1 %) | Total (Participation : 71,1 %) | 50 498 | 100  |      |

#### St Austell & Newquay
| Candidats                      | Candidats                      | Partis                         | Voix   | %    | +/−  |
| ------------------------------ | ------------------------------ | ------------------------------ | ------ | ---- | ---- |
|                                | Steve Double                   | Parti conservateur             | 20 250 | 40,2 | 0,2  |
|                                | Stephen Gilbert                | Libéraux-démocrates            | 12 077 | 24,0 | 18,8 |
|                                | David Mathews                  | UKIP                           | 8 503  | 16,9 | 13,2 |
|                                | Deborah Hopkins                | Parti travailliste             | 5 150  | 10,2 | 3,1  |
|                                | Steve Slade                    | Parti vert                     | 2 318  | 4,6  |      |
|                                | Dick Cole                      | Mebyon Kernow                  | 2 063  | 4,1  | 0,2  |
| Total (Participation : 65,7 %) | Total (Participation : 65,7 %) | Total (Participation : 65,7 %) | 50 361 | 100  |      |

#### St Ives
| Candidats                      | Candidats                      | Partis                         | Voix   | %    | +/− |
| ------------------------------ | ------------------------------ | ------------------------------ | ------ | ---- | --- |
|                                | Derek Thomas                   | Parti conservateur             | 18 491 | 38,3 | 0,7 |
|                                | Andrew George                  | Libéraux-démocrates            | 16 022 | 33,2 | 9,6 |
|                                | Graham Calderwood              | UKIP                           | 5 720  | 11,8 | 6,3 |
|                                | Cornelius Olivier              | Parti travailliste             | 4 510  | 9,3  | 1,2 |
|                                | Tim Andrewes                   | Parti vert                     | 3 051  | 6,3  | 3,5 |
|                                | Rob Simmons                    | Mebyon Kernow                  | 518    | 1,1  | 0,2 |
| Total (Participation : 73,7 %) | Total (Participation : 73,7 %) | Total (Participation : 73,7 %) | 48 312 | 100  |     |

#### Truro & Falmouth
| Candidats                      | Candidats                      | Partis                                   | Voix   | %    | +/−  |
| ------------------------------ | ------------------------------ | ---------------------------------------- | ------ | ---- | ---- |
|                                | Sarah Newton                   | Parti conservateur                       | 22 681 | 44,0 | 2,3  |
|                                | Simon Rix                      | Libéraux-démocrates                      | 8 681  | 16,8 | 24,0 |
|                                | Stuart Roden                   | Parti travailliste                       | 7 814  | 15,2 | 5,5  |
|                                | John Hyslop                    | UKIP                                     | 5 967  | 11,6 | 7,7  |
|                                | Karen Westbrook                | Parti vert                               | 4 483  | 8,7  | 6,9  |
|                                | Loic Rich                      | Indépendant                              | 792    | 1,5  |      |
|                                | Stephen Richardson             | Mebyon Kernow                            | 563    | 1,1  | 1,0  |
|                                | Rik Evans                      | Parti de l'action nationale sur la santé | 526    | 1,0  |      |
|                                | Stanley Guffogg                | Parti des principes politiques           | 37     | 0,1  |      |
| Total (Participation : 70,0 %) | Total (Participation : 70,0 %) | Total (Participation : 70,0 %)           | 51 544 | 100  |      |

### Députés élus
| Circonscription      | Député sortant | Député sortant  | Député élu | Député élu     |
| -------------------- | -------------- | --------------- | ---------- | -------------- |
| Camborne & Redruth   |                | George Eustice  |            | George Eustice |
| Cornwall North       |                | Dan Rogerson    |            | Scott Mann     |
| Cornwall South East  |                | Sheryll Murray  |            | Sheryll Murray |
| St Austell & Newquay |                | Stephen Gilbert |            | Steve Double   |
| St Ives              |                | Andrew George   |            | Derek Thomas   |
| Truro & Falmouth     |                | Sarah Newton    |            | Sarah Newton   |